# Утьосов Леонід Осипович
Леоні́д О́сипович Утьо́сов (справжнє ім'я Лазар (Лейзер) Йосифович Вайсбейн; *10 (23) березня 1895, Одеса, Херсонська губернія, Російська імперія — 9 березня 1982, Москва, РРФСР, СРСР) — радянський артист естради, співак і кіноактор єврейського походження. Перший з артистів естради, якому було присвоєно звання народного артиста СРСР (1965).

## Життєпис
Народився в Одесі, у багатодітній єврейській родині 10 [22] березня 1895 року. Упродовж багатьох десятиліть у всіх довідниках днем народження Утьосова називалося 21 березня. Сам він відзначав свій день народження 22 березня, а на запитання з цього приводу відбувався жартами: «Енциклопедія вважає, що 21-го. Вона енциклопедія, їй видніше», — жодних серйозних доводів при цьому не наводячи. Однак у книзі метричних записів канцелярії одеського міського рабина за березень 1895 року є запис такого змісту (у дореволюційній орфографії): «Часть — I — О РОДИВШИХСЯ №- Женскій — 427 №- Мужскій — 421 Состояніе отца, имена отца и матери — Херсонскій м/щ [мѣщанинъ] Iосіфъ Кельманов[ич]ъ Вайсбейнъ, жена Малка. Кто родился и какое ему или ей дано имя — близнецы сынъ Лазарь, дочь Перля род[ились] 10 марта — обр[ѣзаніе] 17».
Навчався в комерційному училищі, паралельно брав уроки музики. Деякий час був гімнастом у мандрівному цирку. З 1912 року виступав у Кременчуцькому театрі мініатюр; тоді ж узяв собі псевдонім Леонід Утьосов.
З 1913 року працював в Одесі у Великому Рішельєвському та Малому Рішельєвському театрах, Херсонському театрі мініатюр, пересувному театрі мініатюр «Мозаїка».
З 1917 року працював у Москві та Петрограді (Ленінграді).
У серпні-вересні 1918 року вперше виступав з концертами в Києві, в Інтимному театрі.
У 1929 році заснував джаз-оркестр. Перший концерт колективу, що дістав назву «Теа-джаз», відбувся 8 березня 1929 року на сцені ленінградського Малого оперного театру.
1933 року знявся у головній чоловічій ролі (Костя Потєхін) у першій радянській музичній кінокомедії «Весёлые ребята» (1934), українська назва якої від початку й донині відома в некоректному перекладі «Веселі хлоп'ята», тоді як правильно було б «Веселі хлопці».
У роки війни вів активну концертну діяльність на фронтах. Активно виступав до 1966 року, потім спорадично з однією-двома піснями майже до кінця життя.
Помер у Москві, похований на Новоді́вичому цвинтарі. Його ім'ям названо вулицю в Одесі (колишній Трикутний провулок); на вулиці Дерибасівській йому встановлено пам'ятник.

## Фільмографія

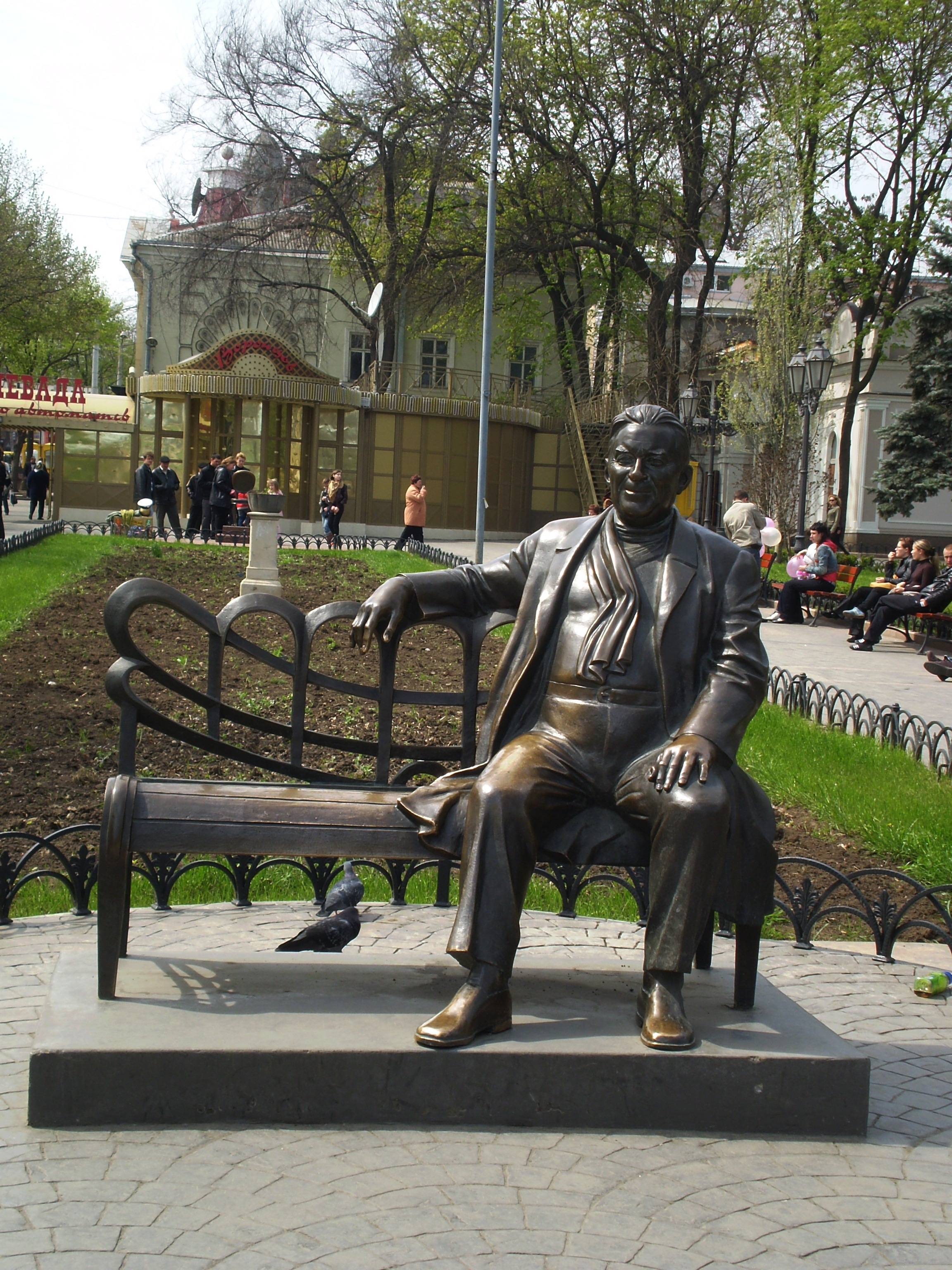
Пам'ятник Л.Утьосову в Одесі

- 1919 — Лейтенант Шмідт — борець за волю (рос. Лейтенант Шмидт — борец за свободу) — адвокат Зарудний
- 1923 — Торговельний дім «Антанта і К» (рос. Торговый дом «Антанта и К») — Петлюра
- 1926 — Кар'єра Спірьки Шпандиря (рос. Карьера Спирьки Шпандыря) — Спірька Шпандирь
- 1928 — Чужі (рос. Чужие) — червоноармієць Єгоров
- 1934 — Веселі хлоп'ята (рос. Весёлые ребята) — Костя Потєхін
- 1940 — Фільм-концерт (Концерт на екрані) (рос. Фильм-концерт (Концерт на экране)) — виконавець пісень
- 1942 — Концерт фронтові (рос. Концерт фронту) — виконавець пісень
- 1954 — Веселі зірки (рос. Весёлые звёзды) — виконавець пісень
- 1963 — Мелодії Дунаєвського (рос. Мелодии Дунаевского, художньо-документальний)
- 1971 — З піснею життям (рос. С песней по жизни, художньо-документальний)
- 1974 — Петро Мартинович і роки великого життя (рос. Пётр Мартынович и годы большой жизни, художньо-документальний)
- 1975 — Аркадій Райкін (рос. Аркадий Райкин, документальний)
- 1980 — Я мить чудову пам'ятаю (рос. Я помню чудное мгновенье, документальний)

## Нагороди і почесні звання
- Орден Жовтневої революції;
- Два ордени Трудового Червоного Прапора;
- Народний артист СРСР (1965).

## Книги, написані Л. Утьосовим
- Утёсов Л. О. Записки актёра. — М., 1939.
- Утёсов Л. О. С песней по жизни. — М., 1961.
- Утёсов Л. О. Спасибо, сердце! Воспоминания, встречи, раздумья. — М., 1976.
- Утёсов Л. О. Прости-прощай, Одесса-мама! (Стихи. Сост. А. Г. Иванов). — М., 2003.

## Цікавинки
Одного разу до Утьосова в театр прибіг товариш, куплетист Лев Зінгерталь, що в артистичному товаристві мав прізвисько «Улюбленець півдня Росії», і бідкався, що в нього поцупили фрак, а без костюма на сцену не випускали. Утьосов негайно пішов до кафе «Фанконі», де містився «штаб» Мишка Япончика. Япончик запрошує співака до столика, проте Утьосов відмовляється й розповідає про крадіжку фрака. Мишко покликав когось із своїх і наказав: «Повернути акторові шматок хліба» (цебто фрак). Утьосов подякував і пішов. За півгодини, повернувштсь до театру, він побачив там Зінгерталя з обличчям землистого кольору. Виявилося, що люди Япончика «повернули»… 18 фраків.

## Література

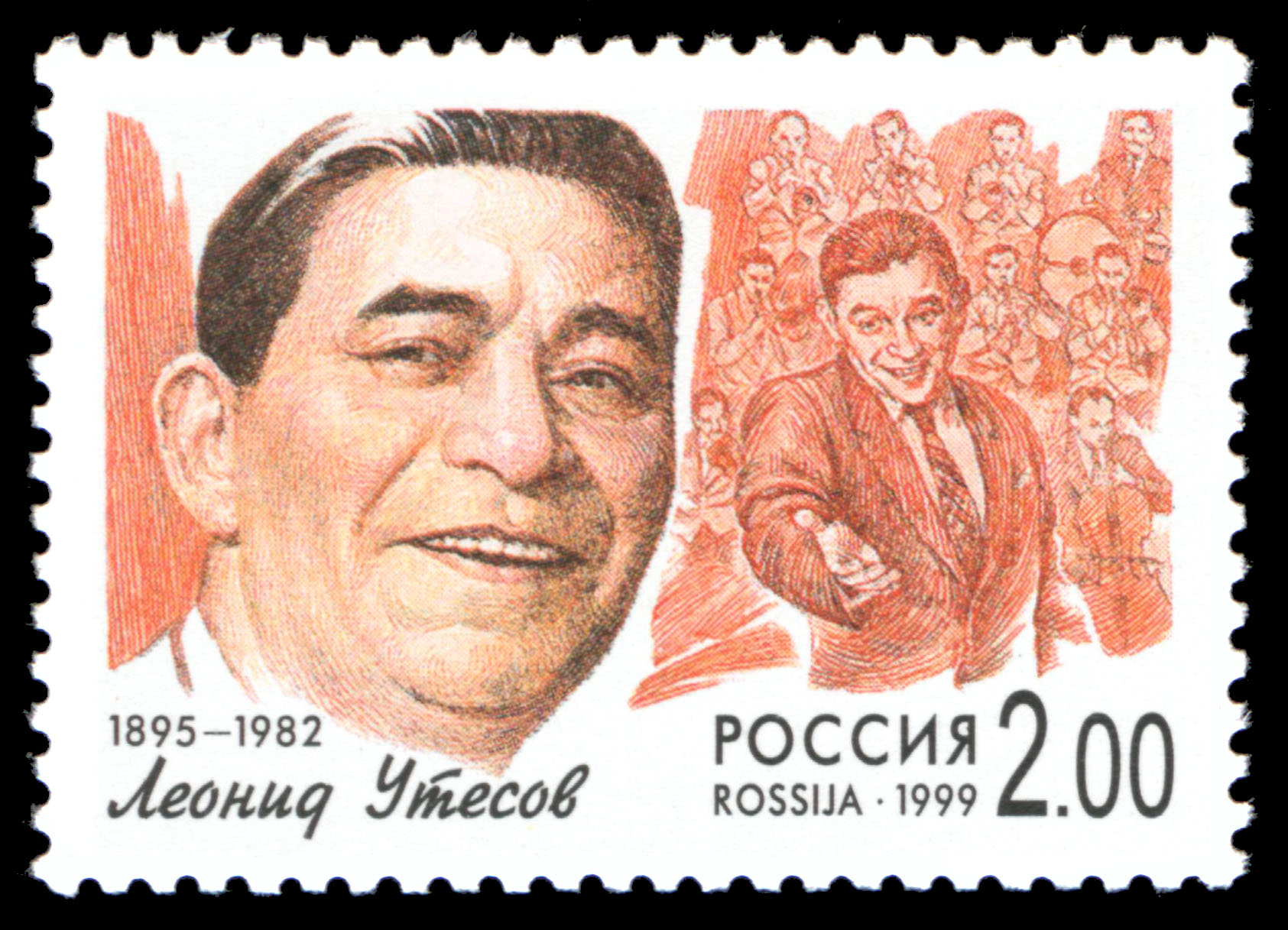
Поштова марка Росії із серії «Популярні співаки російської естради», присвячена Леоніду Утьосову, 1999

## Пам'ять
У філателії: 16.03.2015 року УКРПОШТА випустила в обіг художній поштовий конверт з оригінальною маркою «Леонід Утьосов. 1895—1982» (КОМ 285, ОМК 280). На конверті зображено портрет співака й кіноактора, напис: «Леонід Утьосов. 1895—1982»; мікрошрифт: «УКРАЇНА UKRAINA». На марці зображено оркестр; напис: «УКРАЇНА UKRAINA 2015». Номінал марки — 2,00 грн. Тираж 400 000 примірників. Дизайн Юлії Дюпіної. Конверт з оригінальною маркою надруковано на ДП «Поліграфічний комбінат „Україна“».